# NAACP Image Awards 2022
Die 53. NAACP Image Awards, die von der NAACP verliehen werden, wurden am 26. Februar 2022 im Pasadena Civic Auditorium in Pasadena, Kalifornien, verliehen. Ausgezeichnet wurden People of Color in verschiedenen Kategorien im Bereich Film, Fernsehen Musik und Literatur für ihre Leistungen im Kalenderjahr 2021. Moderator war Anthony Anderson. Im Fernsehen wurden die Awards von  BET sowie seinem Schwesternetzwerk Paramount Global übertragen. Kategorien, die nicht im Fernsehen übertragen wurden, wurden im Livestream auf der Website des Awards am 18. Januar 2022 übertragen.
Die Nominierungen wurden am 18. Januar 2022 verkündet. The Harder They Fall  und die Comedy-Serie Insecure führten die Nominierungen mit 12 Stück an. In den Musikkategorien führte H.E.R. mit sechs. Fünf Kategorien wurden im Vergleich zum Vorjahr neu eingeführt. Erstmals wurden Podcasts und Social Media aufgeführt.

## Film
| Bester Film | Beste Regie |
| --- | --- |
| - The Harder They Fall - Judas and the Black Messiah - King Richard - Respect - The United States vs. Billie Holiday | - Shaka King – Judas and the Black Messiah - Denzel Washington – A Journal for Jordan - Jeymes Samuel – The Harder They Fall - Lin-Manuel Miranda – Tick, Tick… Boom! - Reinaldo Marcus Green – King Richard                                                                 |
| Bester Hauptdarsteller | Beste Hauptdarstellerin |
| - Will Smith – King Richard - Denzel Washington – Macbeth (The Tragedy of Macbeth) - Jonathan Majors – The Harder They Fall - Lakeith Stanfield – Judas and the Black Messiah - Mahershala Ali – Swan Song                      | - Jennifer Hudson – Respect - Andra Day – The United States vs. Billie Holiday - Halle Berry – Bruised - Tessa Thompson – Seitenwechsel (Passing) - Zendaya – Malcolm & Marie                                                                                                |
| Bester Nebendarsteller | Beste Nebendarstellerin |
| - Daniel Kaluuya – Judas and the Black Messiah - Algee Smith – Judas and the Black Messiah - Delroy Lindo – The Harder They Fall - Idris Elba – The Harder They Fall - Lakeith Stanfield – The Harder They Fall                 | - Regina King – The Harder They Fall - Aunjanue Ellis – King Richard - Audra McDonald – Respect - Danielle Deadwyler – The Harder They Fall - Dominique Fishback – Judas and the Black Messiah                                                                               |
| Bester ausländischer Film | Bester Independentfilm |
| - 7 Prisoners - African America - Eyimofe (This is My Desire) - Flee - The Gravedigger’s Wife | - CODA - American Skin - Bruised - Test Pattern - The Killing of Kenneth Chamberlain |
| Bester Newcomer | Bestes Ensemble |
| - Danny Boyd, Jr. – Bruised - Ariana DeBose – West Side Story - Jalon Christian – A Journal for Jordan - Lonnie Chavis – The Water Man - Sheila Atim – Bruised                                                                  | - The Harder They Fall - Coming 2 America - Judas and the Black Messiah - King Richard - Respect |
| Bester Animationsfilm | Beste Synchronisation – Film |
| - Encanto - Luca - Raya and the Last Dragon - Sing 2 - Vivo – Voller Leben (Vivo) | - Letitia Wright – Sing 2 - Andre Braugher – Spirit – Frei und ungezähmt (Spirit Untamed) - Awkwafina – Raya und der letzte Drache (Raya and the Last Dragon) - Brian Tyree Henry – Vivo – Voller Leben (Vivo) - Eric André – Sing 2                                         |
| Bester Kurzfilm | Bester Kurz-Animationsfilm |
| - When The Sun Sets (Lakutshon’ Ilanga) - Aurinko in Adagio - Blackout - The Ice Cream Stop - These Final Hours | - Us Again - Blush - Rote Robin (Robin Robin) - She Dreams at Sunrise - Fast erwachsen (Twenty Something) |
| Kreativ-Newcomer (Motion Picture) | Bestes Drehbuch |
| - Jeymes Samuel – The Harder They Fall - Ahmir „Questlove“ Thompson – Summer of Soul (…Or, When the Revolution Could Not Be Televised) - Jamila Wignot – Ailey - Liesl Tommy – Respect - Rebecca Hall – Seitenwechsel (Passing) | - Shaka King, Will Berson, Kenny Lucas, Keith Lucas – Judas and the Black Messiah - Janicza Bravo, Jeremy O. Harris – Zola - Jeymes Samuel, Boaz Yakin – The Harder They Fall - Virgil Williams – A Journal for Jordan - Win Rosenfeld, Nia DaCosta, Jordan Peele – Candyman |

## Fernsehen

### Drama
| Beste Dramaserie | Beste Dramaserie |
| --- | --- |
| - Queen Sugar - 9-1-1 - All American - Godfather of Harlem - Pose | |
| Bester Hauptdarsteller in einer Dramaserie | Bester Hauptdarsteller in einer Dramaserie |
| - Sterling K. Brown – This Is Us – Das ist Leben (This Is Us) - Damson Idris – Snowfall - Billy Porter – Pose - Kofi Siriboe – Queen Sugar - Forest Whitaker – Godfather of Harlem                                                                                 | - Angela Bassett – 9-1-1 - Dawn-Lyen Gardner – Queen Sugar - Octavia Spencer – Truth Be Told - Queen Latifah – The Equalizer - Rutina Wesley – Queen Sugar |
| Bester Nebendarsteller in einer Dramaserie | Beste Nebendarstellerin in einer Dramaserie |
| - Cliff „Method Man“ Smith – Power Book II: Ghost - Alex Hibbert – The Chi - Daniel Ezra – All American - Giancarlo Esposito – Godfather of Harlem - Joe Morton – Our Kind of People                                                                               | - Mary J. Blige – Power Book II: Ghost - Alfre Woodard – See – Reich der Blinden (SEE) - Bianca Lawson – Queen Sugar - Chandra Wilson – Grey’s Anatomy - Susan Kelechi Watson – This Is Us – Das ist Leben (This Is Us)                                                                                                  |
| Beste Regie in einer Dramaserie | Bestes Drehbuch in einer Dramaserie |
| - Barry Jenkins – The Underground Railroad: Indiana Winter - Anthony Hemingway – Genius: Aretha: Respect - Carl Seaton – Snowfall: – Fight or Flight - Carl Seaton – Godfather of Harlem: – The Bonanno Split - Hanelle Culpepper – True Story: Like Cain Did Abel | - Davita Scarlett – The Good Fight: And the Firm Had Two Partners - Aurin Squire – Evil: C Is for Cop - Malcolm Spellman – The Falcon and the Winter Soldier: New World Order - Nkechi Okoro Carroll – All American: Homecoming - Steven Canals, Janet Mock, Our Lady J, Brad Falchuk, Ryan Murphy – Pose: Series Finale |

### Comedy
| Beste Comedy-Serie | Beste Comedy-Serie |
| --- | --- |
| - Insecure - Black-ish - Harlem - Run the World - The Upshaws | |
| Bester Hauptdarsteller in einer Comedy-Serie | Beste Hauptdarstellerin in einer Comedy-Serie |
| - Anthony Anderson – black-ish - Cedric the Entertainer – The Neighborhood - Don Cheadle – Black Monday - Elisha 'EJ' Williams – Wunderbare Jahre (The Wonder Years) - Jay Ellis – Insecure                                                                        | - Issa Rae – Insecure - Loretta Devine – Familienanhang (Family Reunion) - Regina Hall – Black Monday - Tracee Ellis Ross – Black-ish - Yvonne Orji – Insecure                                                                       |
| Bester Nebendarsteller in einer Comedy-Serie | Beste Nebendarstellerin in einer Comedy-Serie |
| - Deon Cole – Black-ish - Andre Braugher – Brooklyn Nine-Nine - Kenan Thompson – Saturday Night Live - Kendrick Sampson – Insecure - Laurence Fishburne – Black-ish                                                                                                | - Natasha Rothwell – Insecure - Amanda Seales – Insecure - Jenifer Lewis – Black-ish - Marsai Martin – Black-ish - Wanda Sykes – The Upshaws                                                                                         |
| Beste Regie in einer Comedy-Serie | Bestes Drehbuch in einer Comedy-Serie |
| - Bashir Salahuddin, Diallo Riddle – South Side: Tornado - Melina Matsoukas – Insecure: Reunited, Okay?! - Neema Barnette – Harlem: Once Upon A Time in Harlem - Prentice Penny – Insecure: Everything's Gonna Be, Okay?! - Tiffani Johnson – Black Monday: Eight! | - Issa Rae – Insecure: Everything's Gonna Be, Okay?! - Ashley Nicole Black – Ted Lasso: Do the Right-est Thing - Leann Bowen – Ted Lasso: Lavender - Maya Erskine – PEN15: Blue in Green - Temi Wilkey – Sex Education: Episode #3.6 |

### Fernsehfilm, Miniserie oder Special
| Bester Fernsehfilm, Miniserie oder Special | Bester Fernsehfilm, Miniserie oder Special |
| --- | --- |
| - Colin in Black & White - Genius: Aretha - Love Life - Robin Roberts Presents: Mahalia - The Underground Railroad                                                                              | |
| Bester Hauptdarsteller in einem Fernsehfilm oder Miniserie | Beste Hauptdarstellerin in einem Fernsehfilm oder Miniserie |
| - Kevin Hart – True Story - Anthony Mackie – Solos - Jaden Michael – Colin in Black & White - Wesley Snipes – True Story - William Jackson Harper – Love Life                                   | - Taraji P. Henson – Annie Live! - Betty Gabriel – Clickbait - Cynthia Erivo – Genius: Aretha - Danielle Brooks – Robin Roberts Presents: Mahalia - Jodie Turner-Smith – Anne Boleyn                          |
| Bester Nebendarsteller in einer Miniserie oder einem Fernsehfilm | Beste Nebendarstellerin in einer Miniserie oder einem Fernsehfilm |
| - Courtney B. Vance – Genius: Aretha - Keith David – Black as Night - Tituss Burgess – Annie Live! - Will Catlett – True Story - William Jackson Harper – The Underground Railroad              | - Regina Hall – Nine Perfect Strangers - Anika Noni Rose – Maid - Natasha Rothwell – The White Lotus - Pauletta Washington – Genius: Aretha - Sheila Atim – The Underground Railroad                          |
| Beste Regie in einem Fernsehfilm oder Special | Bestes Drehbuch in einem Fernsehfilm oder Special |
| - Kenny Leon – Robin Roberts Presents: Mahalia - Jaffar Mahmood – Hot Mess Holiday - Mario Van Peebles – Salt-N-Pepa - Maritte Lee Go – Black as Night - Verónica Rodríguez – Let's Get Merried | - Abdul Williams – Salt-N-Pepa - Mario Miscione, Marcella Ochoa – Madres – Der Fluch (Madres) - Monique N. Matthew – A Holiday in Harlem - Sameer Gardezi – Hot Mess Holiday - Sherman Payne – Black as Night |

### Reality-Serie und Varieté-Shows
| Beste Talkshow | Beste Reality- oder Gameshow |
| --- | --- |
| - Red Table Talk - Desus & Mero - Hart to Heart - Tamron Hall - The Real                                                                     | - Wild 'n Out - Celebrity Family Feud - Iyanla: Fix My Life - Sweet Life: Los Angeles - The Voice |
| Beste Nachrichtensendung | Bester Moderator einer Talkshow |
| - The ReidOut - Blood on Black Wall Street: The Legacy of the Tulsa Massacre - NBC Nightly News with Lester Holt - Soul of a Nation - Unsung | - Jada Pinkett Smith, Adrienne Banfield-Norris, Willow Smith – Red Table Talk - Joy Reid – The Reidout - Daniel „Desus Nice“ Baker, Joel „The Kid Mero“ Martinez – Desus & Mero - Garcelle Beauvais, Adrienne Bailon, Loni Love, Jeannie Mai – The Real - LeBron James – The Shop: Uninterrupted |
| Beste Varieté-Show (Series or Special) | Bester Moderator einer Reality-, Game- oder Varietée-Show |
| - The Daily Show with Trevor Noah - A Black Lady Sketch Show - BET Awards 2021 - Dave Chappelle: The Closer - Savage X Fenty Show Vol. 3     | - Trevor Noah – The Daily Show with Trevor Noah - Alfonso Ribeiro – America's Funniest Home Videos - Amber Ruffin – The Amber Ruffin Show - Cedric the Entertainer – 73rd Primetime Emmy Awards - Iyanla Vanzant – Iyanla: Fix My Life                                                           |

### Weitere Kategorien
| Beste Kurzserie | Beste Reality-Kurzserie |
| --- | --- |
| - Between the Scenes – The Daily Show - Dark Humor - Della Mae - The Disney Launchpad: Shorts Incubator - Two Sides: Unfaithful                                                              | - Lynching Postcards: Token of a Great Day - Life By The Horns - Memory Builds The Monument - Widen the Screen: 8:46 Films - Through Our Eyes: Shelter |
| Beste Animationsserie | Beste Kinderserie |
| - We the People - Big Mouth - Peanut Headz: Black History Toonz - Super Sema - Yasuke | - Familienanhang (Family Reunion) - Ada Twist, Scientist - Karma's World - Raven's Home - Waffles + Mochi                                              |
| Bester Kreativ-Newcomer (Fernsehen) | |
| - Angel Kristi Williams – Colin in Black & White - Cierra Glaude – Queen Sugar - Deborah Riley Draper – The Legacy of Black Wall Street - Halcyon Person – Karma's World - Quyen Tran – Maid | |

### Schauspiel
| Beste Synchronisation (Fernsehen) | Bester Gaststar |
| --- | --- |
| - Cree Summer – Rugrats - Angela Bassett – Malika: The Lion Queen - Billy Porter – Fairfax - Ludacris – Karma's World - Keke Palmer – Big Mouth                                                                                  | - Maya Rudolph – Saturday Night Live - Alani „La La“ Anthony – The Chi - Christina Elmore – Insecure - Daniel Kaluuya – Saturday Night Live - Erika Alexander – Run the World |
| Bester Kinderdarsteller | |
| - Miles Brown – Black-ish - Alayah „That Girl Lay Lay“ High – Ein Mädchen namens Lay Lay (That Girl Lay Lay) - Celina Smith – Annie Live! - Elisha 'EJ' Williams – Wunderbare Jahre (The Wonder Years) - Eris Baker – This Is Us | |

## Musik
| Bestes Album | Bester Newcomer |
| --- | --- |
| - Heaux Tales – Jazmine Sullivan - An Evening with Silk Sonic – Silk Sonic - Back of My Mind – H.E.R. - Certified Lover Boy – Drake - When It's All Said and Done... Take Time – Giveon                                                | - Saweetie - Cynthia Erivo - Jimmie Allen - Tems - Zoe Wees |
| Bester Sänger | Beste Sängerin |
| - Anthony Hamilton - Drake - Giveon - J. Cole - Lil Nas X | - Jazmine Sullivan - H.E.R. - Ari Lennox - Beyoncé - Chlöe |
| Beste Band, Duo oder Kollaboration (Traditional) | Beste Band, Duo oder Kollaboration (Contemporary) |
| - Leave the Door Open – Silk Sonic - Superstar – Anthony Hamilton feat. Jennifer Hudson - Georgia On My Mind – Chloe x Halle - Girl Like Me – Jazmine Sullivan feat. H.E.R. - Complicated (Remix) – Leela James feat. Anthony Hamilton | - Fye Fye – Tobe Nwigwe feat. Fat Nwigwe - Go Crazy (Remix) – Chris Brown feat. Young Thug, Future, Lil Durk and Latto - Kiss Me More – Doja Cat feat. SZA - Way 2 Sexy – Drake feat. Young Thug and Future - Come Through – H.E.R. feat. Chris Brown |
| Bestes Musik- oder Konzertvideo | Bester Soundtrack oder Sampler |
| - Essence – Wizkid feat. Tems - Best Friend – Saweetie feat. Doja Cat - Fye Fye – Tobe Nwigwe feat. Fat Nwigwe - Have Mercy – Chlöe - Leave the Door Open – Silk Sonic                                                                 | - The Harder They Fall Soundtrack – Jay-Z, Jeymes Samuel - Coming 2 America Soundtrack – Eddie Murphy, Craig Brewer, Kevin Misher, Randy Spendlove, Jeff Charleston - Judas and the Black Messiah Soundtrack – Mark Isham, Craig Harris - Respect Soundtrack – Jason Michael Webb, Stephen Bray - The United States vs. Billie Holiday Soundtrack – Salaam Remi, Andra Day, Raphael Saadiq, Warren Felder |
| Bestes Gospel- oder christliches Album | Bester Gospel- oder christlicher Song |
| - Overcomer – Tamela Mann - Anthems & Glory – Todd Dulaney - Believe For It – CeCe Winans - Jonny x Mali: Live in L.A. – Jonathan McReynolds, Mali Music - Power – Jason McGee, The Choir                                              | - Help Me – Tamela Mann feat. The Fellas - Believe For It – CeCe Winans - Hold Us Together (Hope Mix) – H.E.R. and Tauren Wells - Overcome 2021 – Kirk Franklin - Time for Reparations – Sounds of Blackness |
| Bestes Jazzalbum – Instrumental | Bestes Jazzalbum – Vocal |
| - Sounds from the Ancestors – Kenny Garrett - Forever...Jaz – Jazmin Ghent - Love Languages – Nathan Mitchell - Somewhere Different – Brandee Younger - The Magic of Now – Orrin Evans                                                 | - Generations – The Baylor Project - Dear Love – Jazzmeia Horn and Her Noble Force - Ledisi Sings Nina – Ledisi - Let There Be Love – Freda Payne - SALSWING! – Rubén Blades y Roberto Delgado & Orquesta |
| Bester Soul-/R&B-Song | Bester Hip-Hop-/Rap-Song |
| - Pick Up Your Feelings – Jazmine Sullivan - Damage – H.E.R. - Be Alive – Beyoncé - Have Mercy – Chlöe - Leave the Door Open – Silk Sonic                                                                                              | - Fye Fye – Tobe Nwigwe feat. Fat Nwigwe - Best Friend – Saweetie feat. Doja Cat - Industry Baby – Lil Nas X feat. Jack Harlow - My Life – J. Cole, 21 Savage, Morray - Way 2 Sexy – Drake |
| Bester internationaler Song | |
| - Essence – Wizkid feat. Tems and Justin Bieber - Peru – Fireboy DML - Somebody's Son – Tiwa Savage feat. Brandy - Touch It – KiDi - Understand – Omah Lay                                                                             | |

## Podcasts und Social Media
| Bester Nachrichten-Podcast | Bester Lifestyle-Podcast |
| --- | --- |
| - Blindspot: Tulsa Burning - #SundayCivics - After the Uprising: The Death of Danyé Dion Jones - Into America - Un(re)solved          | - Two Funny Mamas: Sherri Shepherd & Kym Whitley – Sherri Shepherd, Kym Whitley - Checking In with Michelle Williams – Michelle Williams - The Homecoming Podcast with Dr. Thema – Thema Bryant - The SonRise Project Podcast – Kelli Richardson Lawson - Under Construction w/ Tamar Braxton – Tamar Braxton |
| Bester Kultur-Podcast | Bester Kunst- und Entertainment-Podcast |
| - Jemele Hill is Unbothered - Beyond the Scenes – The Daily Show - Professional Troublemaker - Questlove Supreme - Super Soul Podcast | - Jemele Hill is Unbothered - Club Shay Shay podcast with Shannon Sharpe - Questlove Supreme - Reasonably Shady - The History of Sketch Comedy with Keegan-Michael Key |
| Social-Media-Person des Jahres | |
| - Laron Hines - Eunique Jones Gibson - Kevin Frederick - Lanae Vanee - Terrell Grice - RackaRacka                                     | |

## Sonderpreise
| President’s Award                                                                   |
| ----------------------------------------------------------------------------------- |
| - Harry, Duke of Sussex - Meghan, Duchess of Sussex                                 |
| Chairman's Award                                                                    |
| - Samuel L. Jackson                                                                 |
| Entertainer of the Year                                                             |
| - Jennifer Hudson - Lil Nas X - Megan Thee Stallion - Regina King - Tiffany Haddish |
| Social Justice Impact Award                                                         |
| - Nikole Hannah-Jones                                                               |
| Activist of the Year                                                                |
| - Scot X. Esdaile                                                                   |
| Youth Activist of the Year                                                          |
| - Channing Hill                                                                     |
| NAACP-Archewell Digital Civil Rights Award                                          |
| - Safiya Noble                                                                      |